# مصطفى آغا بربر
مصطفى آغا بربر الكوريك (1767 - 28 أبريل 1835) كان رجل دولة سوريًا عثمانيًا وضابطًا عسكريًا وكان حاكم ولاية طرابلس العثمانية، وحكم بين 1800–08، 1810–20 و1821–35.

## الاسم
الكلمة الوسطى في اسمه، آغا، هي في الواقع عنوان مشتق من الكلمة التركية التي تعني "الرئيس أو السيد. كان لقبًا لضابط مدني أو عسكري في الإمبراطورية العثمانية، ووضع بعد اسم هؤلاء الموظفين العسكريين. وعائلته القرق مشتقّة من الكلمة التركية التي تعني رقم "أربعين"، وهي من العائلات المنسوبة بشكل موثّق إلى نسل الإمام الحسين بن علي رضي الله عنهما من آل البيت.

## السيرة الشخصية
كان بربر في الأصل فلاحاً من القلمون في قضاء الكورة. في بداية حياته كان في خدمة الأمير حسن شهاب (شقيق الأمير بشير شهاب الثاني). بفضل فطنته وشجاعته ومهارته وطاقته، بحسب المؤرخ ميخائيل مشاقة، وصل بربار إلى منصب رفيع واكتسب مكانة بين الوزراء والرعايا. ويقال أنه كان الخصم الرئيسي للأمير بشير شهاب الثاني حول عبد الله باشا العظم (والي دمشق).
عين بربر والياً على طرابلس من قبل العثمانيين عام 1798. في أوائل القرن التاسع عشر، قام بأعمال ترميم واسعة النطاق لقلعة طرابلس (قلعة سانت جيل)، مما أدى إلى وضعها الحالي. وفي وقت لاحق، وقف أجزاء كبيرة من ممتلكاته في طرابلس لزوجاته وأقاربه وعبيده (المماليك)، بعد وقت قصير من تحدي قبضته على السلطة. كما وقف على ممتلكات في طرابلس لبناء قناة ونافورتين للمياه لتعزيز صورته المحلية. ثم تحدي حكمه في طرابلس من قبل كونج يوسف باشا، والي دمشق، في عام 1808، لكن باربار صمد أمام الحصار بدعم من المرتزقة الألبان.
بين عامي 1809 و1813، هاجم بربار، الذي كان يكره العلويين، قبيلة الكلبية من بينهم "بوحشية ملحوظة". وكان عدوه الرئيسي هو شيخ صافيتا العلوي الذي يتمتع بحكم شبه ذاتي، صقر المحفوظ. في عام 1816، بنى باربار قلعة إيال . في نفس العام، دمر الجنود الذين يخدمونه عددًا من القرى الشيعية الإسماعيلية في جبال النصيرية، مما أدى إلى كارثة على الإسماعيليين. وشمل ذلك التدمير النهائي لقلعة الكهف.
بين عامي 1820 و1825، صدر مرسوم إمبراطوري عثماني يأمر بإعدام باربار. قدم إلى إمارة جبل لبنان ملتجئاً إلى الأمير بشير الذي عين له ولقومه إقامة في قرية الشويفات ( قضاء عاليه)، حتى حصل على عفو من خلال مكاتب والي مصر. ، محمد علي (الذي كان متحالفاً معه الأمير البشير). وهكذا تشكلت صداقة بين الأعداء السابقين. وفي أكتوبر 1833، أقيل بربر من منصبه واعتقلته السلطات المصرية الجديدة. محمد علي من مصر أصبح الآن هو المسيطر، على عكس العثمانيين السابقين. قبض على بربر بسبب قيامه بفرض "العويد"، وهي ضريبة تُفرض لدعم أصحاب المناصب من رعاياه، وهو الأمر الذي حظرته السلطات المصرية الجديدة.
توفي باربار في 28 أبريل 1835، ربما بسبب نوبة قلبية أو مرض مماثل. ودفن في قلعة إيال في 29 أبريل.
يعيش بعض من نسله المعاصر الآن في طرابلس وإيال بلبنان.